# Болничка упала плућа
Болничка упала плућа, болничка пнеумонија или нозокомијална пнеумонија је инфекција доњих дисајних путева, стечена у болничким условима код болнички лечених који претходно нису била у инкубацији или нису имали упалу плућа у време пријема. Према томе, ако се инфекција јавила два или више дана после пријема у болницу, таква упала плућа се сматра стеченом у болничким условима. 
Она је најчешћа инфекција плућа међу болесницима на респиратору (механичкој вентилацији) који се лече у јединицама интензивне неге и повезана је са повећаним морбидитетом, употребом антибиотика и продуженим боравком у болници, и према томе, изузетно је значајна за интернистичку интензивну медицину.
Дијагноза болниче пнеумоније се поставља на основу клиничке слике (фебрилност, пурулентан бронхопулмонални секрет), лабораторијских тестова (леукоцитоза у крвној слици) сликовних метода (инфилтративне сенке на радиографији грудног коша).

## Епидемиологија
Неколико студија открило је да иако се болничка упала плућа јавља ређе од упале плућа стечене у заједници, она је друга најчешћа врста упале плућа повезана са здравственим заштитом. Она је чешћа  и од вентилатором узроковане упале плућа стечене у болници. 
Жене имају већи ризик од смртног исхода него мушкарци.   
Пацијенти са упалом плућа повезаном са здравственим заштитом (ХЦАП) су старије особе које чешће од других имају хроничне здравствене проблеме (попут претходног можданог удара, инсуфицијенције срца и шећерне болести). У недавној опсервацијској студији, стопе за ЦАП, ХЦАП и ХАП биле су 60%, 25% и 15% што је респективно.
Како се очекује да ће број становника у установама за дуготрајно збрињавање драстично порасти у наредних 30 година, као и да су старије особе подложније упали плућа и до 10 пута више од својих вршњака који живе у заједници, сматра се да ће стопе лечених болничких упала плућа у болницама на глобалном нивоу порасти и до 30 пута.

## Етиопатогенеза
Да би дошло до болничке пнеумоније, пацијент мора да оствари неки од следећих услова:
- да је био на интравенској терапију за негу рана у претходних 30 дана,
- да је боравио у установи за дуготрајно негу,
- да је лечен у болници за интензивну негу у претходних 90 дана,
- да је амбулантно лечење у болници или на хемодијализи у претходних 30 дана.

Најзначајнији предиспонирајући фактори за болничке пнеумоније су ендотрахеална интубација или трахеостомија, током којих долази до повреда слузокоже, што олакшава продор инфекције.
Спектар узрочника разликује се од пнеумонија које настају ван болнице. Од највеће важности овде су грам-негативни бацили (нарочито сојеви псеудомонаса, ешерихије коли и клебсиеле).
У болничким инфекцијама чест је узрочник Staphylococcus aureus, као и анаеробни патогени организми. Грампозитивни узрочници налазе се у малом проценту оболелих.
Патогенеза болничких пнеумонија могућа је ендогеном аспирацијом инфицираног назофарингеалног секрета, инхалацијом бактерија из контаминиране респираторне опреме (апарати за инхалацију и си.) и хематогеним ширењем из екстрапулмоналних извора.

## Клиничка слика
Клиничка слика болничких упала плућа је као и код других бактеријских, само обично тежа.

## Дијагноза
Дијагностички поступак је као у ванболничкој пнеумонији, осим што је обавезно урадити хемокултуре и бактериолошки преглед плеуралног излива, ако постоји.
Радиограм (рендгенски снимак) грудног коша показује мрљасте сенке, некад постоје знаци ателектазе.

## Терапија
Антимикробна терапија
Традиционално, болничке пнеумоније се лече 7-14 дана, комбинованом применом цефалоспорина III генерације (цефотаксим или цефтазидим) и аминогликозиди (гентамицин). Док се пнеумонија повезана са механичком вентилацијом (ВАП) могу успешно лечити 7 дана. Начин примене требало би у почетку бити интравенски са могућношћу преласка на орални облик примене, код пацијената који добро реагују на терапију. То се пре свега односи на хинолоне и линезолид са оралном формулацијом након које се постиже иста биорасположивост лека као и после давање интравенског облика.
Ако пацијент прими одговарајућу антимикробну терапију у трајању од две недеље и не реагује на исту, одмах треба започните дијагностичку обраду ради откривања:
- небактеријских инфекција —  нпр. херпесвирусом тип 1 [ХСВ-1] изазван пнеумонитис),
- неинфективне (специфичне) болести —  нпр. бронхогени карцином.

Специфични патоген који узрокује болничку пнеумоније обично није познат. Стога је емпиријска антимикробна терапија једини практични приступ. 
Такође треба имати у виду да режими лечења требају дфа се заснивају и на локалном профилу микроорганизама повезаних са пнеумонијом који владају у болници (ХАП) и њиховој осјетљивости на одређене групе антибиотика.

## Превенција
У многим болницама примењују се различите мере превенције против болничке упале плућа.И док су неке препорукепредмет расправа због недостатка доказа у обимнијим студијама, у неке препоруке, које се лако могу примиенити и које су широко прихваћене спадају:
- вакцинација против пнеумококних инфекција и грипа,
- правилно прање руку,
- дезинфекција,
- изолација пацијената с вишеструко резистентним патогенима.

Други познати приступи који су такође широко заступљени у неким медицинским установама укључују посебну пажњу вештачкој исхрани пацијента и пажљивом руковању цевчицама вентилатора и другом припадајућом медицинском опремом.

## Прогноза
Смртност од болничких упала плућа проузрокованих грам–негативним бактеријама износи око 25 до 50% и поред примене савремених антибиотика, јер до данас није разјашњено да ли је смрт последица основне болести или саме упале плућа. На прогнозу поред узрочника и тежине клиничке слике утичу и бројни фактори ризика наведени у доњој табели.
Стопа морталитета од упале плућа коју узрокује S. aureus износи 10 до 40%, и делимично је узрокована озбиљним пратећим стањем (потреба за респиратором, старија доб, онколошка хемотерапија, хронична болест плућа).
Ако постоји бактеријемија или је узрочник упале плућа Pseudomonas aeruginosa Acinetobacter sp (врло резистентни грам–негативни бацили), прогноза је још гора. 
На прогнозу поред узрочника и тежине клиничке слике утичу и фактори ризика наведени у овој табели:
| Индекс ризика за болничке упале плућа                | Индекс ризика за болничке упале плућа                                                                      | Индекс ризика за болничке упале плућа |
| Фактор                                               | Параметри                                                                                                  | Бодови                                |
| ---------------------------------------------------- | --- | ------------------------------------- |
| Температура (°C)                                     | - ≥ 36.5 и ≤ 38.4 - ≥ 38.5 и ≤ 38.9 - ≥ 39 и ≤ 36                                                          | 0 1 2                                 |
| Леукоцити у крви, μL                                 | - ≥4.000 i ≤11.000 - < 4.000 или > 11.000 - Штапичасти облици ≥ 50%                                        | 0 1                                   |
| Трахеална секреција                                  | - Одсутна - Непурулентна - Пурулентна (гнојава)                                                            | 0 1 2                                 |
| Оксигенација: PaO2/FIO2, mmHg                        | - > 240 или са АРДС - ≤ 240 и без АРДС                                                                     | 0 2                                   |
| Радиографија плућа                                   | - Без инфилтрата - Дифузни (или мрљасти) инфилтрати - Ограничен инфилтрат                                  | 0 1 2                                 |
| Прогресија инфилтрата.                               | - Одсутна - Прогресија (срчана инсуфицијенција и АРДС искључени)                                           | 0 2                                   |
| Раст патогених бактерија у култури аспирата трахеје* | - Одсутан, редак или безначајни раст - Умерен или екстензиван раст - Неке бактерије као у размазу по Граму | 0 1                                   |